# アンダース・オズボーン
アンダース・オスボーン（Anders Osborne、1966年 - ）はスウェーデン、ヴェストラ・イェータランド県ウッデヴァッラ生まれの米国ルイジアナ州ニューオーリンズを拠点に活動するギタリスト、シンガーである。故国スウェーデンより1985年にニューオーリンズへ移住した。ニューオーリンズのファンク、R&Bを始め、ブルースなど、アメリカ南部の影響を強く滲ませたサウンドを展開する。

## 来歴
ドラマーとして活躍した父親の影響で幼少期からリトル・リチャード、ファッツ・ドミノ、ジョン・コルトレーン、マイルス・デイヴィスなど、アメリカのロックンロール、ジャズに慣れ親しんだアンダースは、やがてピアノ、ギター、ドラムスなどの楽器を弾くようになった。16歳のときに家を出てヨーロッパ、アフリカ、中近東、アジア、北アメリカと音楽を演奏しながら放浪した。そして、1985年に最終的に新たな故郷として彼が落ち着いたのがニューオーリンズの地であった。
フレンチ・クオーターに住居を構え演奏活動を始めたアンダースは、同じスウェーデン出身のバイオリン・プレイヤーのテレサ・アンダーソンと出会う。意気投合した2人は、公私を通じたパートナーとなった。2人は1988年にバンドを結成。テレサのプレイは初期のアンダースのサウンドに大きく貢献していくこととなる。翌1989年、地元インディ・レーベルのラバダッシュから声がかかり、同年デビュー・アルバムDoin' Fineをリリースした。1993年には、2枚目となるBreak the Chainをリリースした。
1995年、メジャー・レーベルのオーケーと契約し、アルバムWhich Way to Hereをリリースしたことにより、アンダースの名前は広く知られるようになった。オーケーからは、これに続くアルバムとしてNew Madridがレコーディングされたが、いまだ日の目を見ていない。
1998年、アンダースはパートナーだったテレサと別れ、新たにシャナキー・レコードと契約、心機一転し活動を続行する。1998年にLive at Tipitina’s、1999年にLiving Room、2001年にAsh Wednesday Bluesと順調にアルバムをリリースしていった。2002年には、マルディグラ・インディアンのビッグチーフ、モンク・ブードローとの共作Bury The Hatchetをリリースしている。
2005年のハリケーン・カトリーナ後には、ニューオーリンズの被災を嘆いた"Katrina"を作曲し、ステージで披露するようになった。2006年リリースのTipitina's Live 2006でこの曲を聴くことができる。
またアンダースは1994年以降、ナッシュヴィルに定期的に赴き、ポリグラム、ユニバーサルといったレコード会社のソングライター、プロデューサーとしても活躍している。彼の作曲した“Watch the Wind Blow By”はティム・マグロウが取り上げ、カントリーチャート第1位のヒットを記録した。
アンダースのバンドには、ダーティー・ダズン・ブラス・バンドの創設メンバーのひとりであるカーク・ジョセフ (スーザフォン)、サックスのティム・グリーンらが参加している。ベースのかわりにジョセフのスーザフォンが入ることで、ニューオーリンズ特有のブラスバンド的な雰囲気がサウンドに加わり、アンダースのサウンドを一層ユニークなものとしている。

## ディスコグラフィー
- 1989年 Doin' Fine (Rabadash)
- 1993年 Break The Chain (Rabadash)
- 1995年 Which Way to Here (Okeh)
- 1998年 Live at Tipitina's (Shanachie)
- 1999年 Living Room (Shanachie)
- 2001年 Ash Wednesday Blues (Shanachie)
- 2002年 Bury the Hatchet (Shanachie) with Big Chief Monk Boudreaux
- 2006年 Tipitina's Live 2006 (MunckMix)
- 2007年 Coming Down (M.C. Records)
- 2010年 American Patchwork (Alligator)
- 2012年 Black Eye Galaxy (Alligator)
- 2013年 Peace (Alligator)